# Marcel Gaus
Marcel Gaus (Hagen, 2 agosto 1989) è un ex calciatore tedesco, di ruolo centrocampista.